# General Parallel File System
Le General Parallel File System (GPFS) est un système de fichiers conçu pour adresser de façon unique des volumes de données dépassant le pétaoctet et répartis sur un nombre de supports physiques pouvant dépasser le millier.
Conçu par IBM qui le rend public en 1998, GPFS est disponible pour des clusters d'ordinateurs fonctionnant sous AIX, Linux et Windows Server 2003.
GPFS reprend les techniques classiques du RAID (striping d'une part et tolérance de panne par redondance d'autre part) et s'accède par ethernet. Il autorise également la réplication et journalise les accès en écriture (permettant de reprendre plus vite un état stable après un incident quelconque) sont intégrées aux méthodes d'accès elles-mêmes, et non reportées sur les applications.
Il a été testé en 2006 sur des débits de 102 gigaoctets par seconde.
Il a aussi permis, en juillet 2011, de battre un record : recenser 10 milliards de fichiers sur un système de stockage en 43 minutes.